# 刘应明
刘应明（1940年10月8日—2016年7月15日），男，福建福州人，中国数学家。主要从事拓扑学与不确定性（主要是模糊性）数学处理等方面的教学与科学研究。

## 生平

### 成长与教育
1951年毕业于福州洪桥小学，升入福州五中。1953年初中毕业，考入福州一中。1957年，考入北京大学数学系。1963年，于北大数学力学系毕业，分到四川大学工作。1995年当选为中国科学院院士，同年加入九三学社。1995年5月，中国数学会第七次代表大会在北京清华大学举行，会议选举产生了77名理事，并召开理事会第一次会议，他出任副理事长。1998年当选为第三世界科学院院士。1998年3月，第九届全国人大第一次会议上，他当选全国人民代表大会常务委员会委员。
2015年，获得华罗庚数学奖。

### 去世
2016年7月15日上午9点40分在四川成都逝世。

## 学术贡献
解决了拓扑学中的“怀特海德难题”与Lawson-Mislove问题，成功地把狄奥多列插入定理这一经典格值化。

## 荣誉
曾获国际模糊数学界最高奖“Fellow of IFSA（International Fuzzy Systems Association）”。

## 职务
历任四川联合大学教授，副校长、博士生导师，国务院学位评议组成员，中国数学会副理事长，曾任国际模糊系统学会理事兼中国分会主席，第六、七届全国人大代表，第八届全国政协常委。曾荣获首批国家级有突出贡献专家的称号。国务院学位委员会委员，全国人大常委、全国人大教科文卫委员会副主任、四川省政协副主席、九三学社第十、十一届中央委员会副主席。四川大学985工程平台“长江数学研究中心”首席科学家。